# Seznam nogometašev
Seznam nogometašev je krovni seznam.

## Po narodnosti
Albanci - Alžirci - Američani - Angleži - Arabci - Argentinci - Armenci - Avstralci - Avstrijci - Azerbajdžanci - Bengalci - Belgijci - Belorusi - Bolgari - Bosanskohercegovci - Brazilci - Britanci - Čehi - Čilenci - Črnogorci - Čuvaši - Danci - Egipčani - Estonci - Finci - Francozi - Ganci - Grki - Gruzinci - Gvatemalci - Haitčani - Hrvati - Indijci - Iranci - Iračani - Irci - Islandci - Italijani - Izraelci - Japonci - Južnoafričani - Kanadčani - Kenijci - Kirgizi - Kitajci - Kolumbijci - Kubanci - Latvijci - Libanonci - Litovci - Madžari - Makedonci - Malgaši - Maročani - Mehičani - Nemci - Nigerijci - Nikaragvanci - Nizozemci - Norvežani - Novozelandci - Palestinci - Paragvajci - Perujci - Perzijci - Poljaki - Portugalci - Romuni - Rusi - Senegalci - Slovaki - Slovenci - Srbi - Škoti - Španci - Švedi - Švicarji - Trinidadčani - Turki - Ukrajinci - Urugvajci - Uzbekistanci - Valižanci - Venezuelci - Zimbabvejci

## Po državnih reprezentancah
Albanci - Alžirci - Američani - Angleži - Arabci - Argentinci - Armenci - Avstralci - Avstrijci - Bengalci - Belgijci - Belorusi - Bolgari - Bosanskohercegovci - Brazilci - Britanci - Čehi - Čilenci - Črnogorci - Čuvaši - Danci - Egipčani - Estonci - Finci - Francozi - Ganci - Grki - Gruzinci - Gvatemalci - Haitčani - Hrvati - Indijci - Iranci - Iračani - Irci - Islandci - Italijani - Izraelci - Japonci - Južnoafričani - Kanadčani - Kenijci - Kirgizi - Kitajci - Kolumbijci - Kubanci - Latvijci - Libanonci - Litovci - Madžari - Makedonci - Malgaši - Maročani - Mehičani - Nemci - Nigerijci - Nikaragvanci - Nizozemci - Norvežani - Novozelandci - Palestinci - Paragvajci - Perujci - Perzijci - Poljaki - Portugalci - Romuni - Rusi - Senegalci - Slovaki - Slovenci - Srbi - Škoti - Španci - Švedi - Švicarji - Trinidadčani - Turki - Ukrajinci - Urugvajci - Uzbekistanci - Valižanci - Venezuelci - Zimbabvejci

## Po nogometnih klubih

### Anglija
Arsenal F.C. - 

### Slovenija
NK Podlipa -